# Raúl Belén
Raúl Oscar Belén (Santa Fe, 1931. július 1. – Rosario, 2010. augusztus 22.) argentin válogatott labdarúgó.
Az argentin válogatott tagjaként részt vett az 1959-es argentin és az 1959-es ecuadori Dél-amerikai bajnokságon, illetve az 1962-es világbajnokságon.

## Sikerei, díjai
Racing Club
- Argentin bajnok (2): 1958, 1961

Argentína
- Dél-amerikai bajnok (1): 1959